# Diskografie Loreen
Toto je seznam vydané diskografie švédské zpěvačky Loreen.

## Alba

### Studiová alba
| Název | Detaily o albu                                                | Umístění v hitparádách | Umístění v hitparádách | Umístění v hitparádách | Umístění v hitparádách | Umístění v hitparádách | Umístění v hitparádách | Umístění v hitparádách | Umístění v hitparádách | Umístění v hitparádách | Umístění v hitparádách | Certifikace     |
| Název | Detaily o albu                                                | SWE                    | AUT                    | BEL (FL)               | DEN                    | FIN                    | GER                    | NL                     | NOR                    | SWI                    | UK                     | Certifikace     |
| ----- | ------------------------------------------------------------- | ---------------------- | ---------------------- | ---------------------- | ---------------------- | ---------------------- | ---------------------- | ---------------------- | ---------------------- | ---------------------- | ---------------------- | --------------- |
| Heal  | - Vydáno: 22. října 2012 - Vydavatelství: Warner Music Sweden | 1                      | 26                     | 21                     | 12                     | 6                      | 16                     | 16                     | 6                      | 7                      | 71                     | - GLF: Platinum |
| Ride  | - Vydáno: 24. listopadu 2017 - Vydavatelství: BMG Scandinavia | 31                     | —                      | —                      | —                      | —                      | —                      | —                      | —                      | —                      | —                      |                 |

### Kompilační alba
| Název    | Detaily                                                       |
| -------- | ------------------------------------------------------------- |
| Playlist | - Vydáno: 24. února 2023 - Vydavatelství: Warner Music Sweden |

## Extended play
| Název                                | Detaily                                                      |
| ------------------------------------ | ------------------------------------------------------------ |
| Nude                                 | - Vydáno: 25. srpna 2017 - Vydavatelství: BMG Scandinavia    |
| Så mycket bättre 2020 – Tolkningarna | - Vydáno: 19. prosince 2020 - Vydavatelství: Universal Music |
| SAGES (s Ólafur Arnalds)             | - Vydáno: 21. března 2025 - Vydavatelství: Mercury KX        |

## Singly

### Jako hlavní umělkyně
| "My Heart Is Refusing Me"                                                               | 2011 | 9  | 59 | 44 | 41 | 41 | 46 | 46 | 23 | 41 | — | - GLF: 2× Platinum                                                                                      | Heal           |
| "Sober"                                                                                 | 2011 | 26 | —  | —  | —  | —  | —  | —  | —  | —  | — | - GLF: Platinum                                                                                         | Heal           |
| "Euphoria"                                                                              | 2012 | 1  | 1  | 1  | 1  | 1  | 2  | 2  | 4  | 2  | 3 | - GLF: 9× Platinum - BEA: Gold - BPI: Gold - BVMI: Platinum - IFPI DEN: Platinum - PROMUSICAE: Platinum | Heal           |
| "Crying Out Your Name"                                                                  | 2012 | 19 | —  | —  | —  | —  | —  | —  | —  | —  | — | | Heal           |
| "In My Head"                                                                            | 2013 | —  | —  | —  | —  | —  | —  | —  | —  | —  | — | | Heal           |
| "We Got the Power"                                                                      | 2013 | 52 | —  | —  | —  | 98 | —  | —  | —  | —  | — | - GLF: Gold                                                                                             | Heal           |
| "Paper Light (Higher)"                                                                  | 2015 | 25 | —  | —  | —  | —  | —  | —  | —  | —  | — | | Singly bez alb |
| "I'm in It with You"                                                                    | 2015 | —  | —  | —  | —  | —  | —  | —  | —  | —  | — | | Singly bez alb |
| "Under ytan"                                                                            | 2015 | —  | —  | —  | —  | —  | —  | —  | —  | —  | — | | Singly bez alb |
| "Statements"                                                                            | 2017 | 13 | —  | —  | —  | —  | —  | —  | —  | —  | — | | Singly bez alb |
| "Body"                                                                                  | 2017 | —  | —  | —  | —  | —  | —  | —  | —  | —  | — | | Nude           |
| "Jungle" (s Elliphant)                                                                  | 2017 | —  | —  | —  | —  | —  | —  | —  | —  | —  | — | | Nude           |
| "'71 Charger"                                                                           | 2017 | —  | —  | —  | —  | —  | —  | —  | —  | —  | — | | Ride           |
| "Hate the Way I Love You"                                                               | 2017 | —  | —  | —  | —  | —  | —  | —  | —  | —  | — | | Ride           |
| "Walk with Me"                                                                          | 2019 | —  | —  | —  | —  | —  | —  | —  | —  | —  | — | | Singly bez alb |
| "Tattoo"                                                                                | 2023 | 1  | 1  | 1  | 7  | 3  | 1  | 1  | 6  | 22 | 2 | - GLF: 2× Platinum - BEA: 2× Platinum - BPI: Platinum - PROMUSICAE: Platinum - SNEP: Diamond            | Singly bez alb |
| "Is It Love"                                                                            | 2023 | 13 | —  | 7  | —  | —  | 6  | 34 | 94 | 35 | — | - GLF: Gold - BEA: Gold - SNEP: Gold                                                                    | Singly bez alb |
| "Forever"                                                                               | 2024 | 60 | —  | —  | —  | —  | —  | —  | —  | —  | — | | Singly bez alb |
| "Warning Signs"                                                                         | 2024 | —  | —  | —  | —  | —  | —  | —  | 3  | —  | — | | Singly bez alb |
| "Gravity"                                                                               | 2024 | —  | —  | —  | —  | —  | —  | —  | —  | —  | — | | Singly bez alb |
| "In The Sound of Breathing" (s Ólafur Arnalds)                                          | 2025 | —  | —  | —  | —  | —  | —  | —  | —  | —  | — | | SAGES          |
| "Echoes"                                                                                | 2025 | —  | —  | —  | —  | —  | —  | —  | —  | —  | — | | Singly bez alb |
| "Pum Pum" (s Dimitri Vegas a David Guetta)                                              | 2025 | —  | —  | —  | —  | —  | —  | —  | —  | —  | — | | Singly bez alb |
| "—" značí, že se nahrávka neumístila v hitparádách nebo v tomto území ani nebyla vydána |      |    |    |    |    |    |    |    |    |    |   | |                |

### Jako vedlejší umělkyně
| Název                                     | Rok  | Album                                          |
| ----------------------------------------- | ---- | ---------------------------------------------- |
| "Vill ha dig" (with Freestyle)            | 2004 | Det bästa från Idol 2004 (Best from Idol 2004) |
| "The Snake" (s Rob'n'Raz)                 | 2005 | Singly bez alb                                 |
| "Into the Groove" (s Rigo)                | 2006 | Singly bez alb                                 |
| "Requiem Solution" (Kleerup feat. Loreen) | 2013 | Singly bez alb                                 |
| "Son" (s Ingá-Máret Gaup-Juuso)           | 2014 | Singly bez alb                                 |
| "Get into It" (Boston Bun feat. Loreen)   | 2016 | Singly bez alb                                 |

### Promo singly
| "Heal" (feat. Blanks)                                                                   | 2013 | —  | Heal                                 |
| "Alice"                                                                                 | 2020 | 96 | Så mycket bättre 2020 – Tolkningarna |
| "Du är min man"                                                                         | 2020 | 72 | Så mycket bättre 2020 – Tolkningarna |
| "Jag är en vampyr"                                                                      | 2020 | 43 | Så mycket bättre 2020 – Tolkningarna |
| "Fiction Feels Good"                                                                    | 2020 | —  | Promo singly bez alb                 |
| "Sötvattentårar"                                                                        | 2021 | —  | Promo singly bez alb                 |
| "Neon Lights"                                                                           | 2022 | —  | Promo singly bez alb                 |
| "—" značí, že se nahrávka neumístila v hitparádách nebo v tomto území ani nebyla vydána |      |    |                                      |

## Videoklipy
| Název                          | Rok  | Režisér                      |
| ------------------------------ | ---- | ---------------------------- |
| "Euphoria"                     | 2012 | Marcus Söderlund             |
| "Heal" (feat. Blanks)          | 2013 | Robin Kempe-Bergman          |
| "Requiem Solution" (s Kleerup) | 2013 | Charli Ljung / Sahara Widoff |
| "We Got the Power"             | 2013 | Loreen                       |
| "My Heart Is Refusing Me"      | 2013 | Liza Minou Morberg           |
| "Paper Light Revisited"        | 2015 | Charli Ljung                 |
| "I'm in It With You"           | 2015 | Emma Hvengaard               |
| "Nude"                         | 2017 | Charli Ljung                 |
| "'71 Charger"                  | 2017 | Johan Lindeberg              |
| "'Hate the Way I Love You"     | 2017 | Johan Lindeberg              |
| "Ride"                         | 2017 | Johan Lindeberg              |
| "Neon Lights"                  | 2022 | Charli Ljung                 |
| "Is It Love"                   | 2023 | Moncef Henaien               |
| "SAGES"                        | 2025 | Thora Hilmarsdottir          |

## Spoluumělkyně
| Název                         | Umělec           | Rok  | Album                             |
| ----------------------------- | ---------------- | ---- | --------------------------------- |
| "Tapper Soldat"               | Fronda           | 2005 | Livet genom en pansarvagnspipa    |
| "Daglig Basis Del 2"          | AFC feat. Mackan | 2006 | Varje Dag E Löning                |
| "Glömmer Aldrig"              | Astma & Rocwell  | 2006 | From DLX With Love                |
| "Lyckliga gatan"              | Governor Andy    | 2007 | Underhållningsmaskinen            |
| "Siyah Fırtına" / "Hurricane" | Aynur Aydın      | 2011 | 12 Çeşit La La - 12 Ways to La La |